# Cercyonis charon
Cercyonis charon är en fjärilsart som beskrevs av Edwards 1870. Cercyonis charon ingår i släktet Cercyonis och familjen praktfjärilar. Inga underarter finns listade i Catalogue of Life.